# Sven Lovén
Sven Ludvig Lovén (Stoccolma, 6 gennaio 1809 – Stoccolma, 3 settembre 1895) è stato un biologo, zoologo e malacologo svedese.
Il Centro Sven Loven per le ricerche marittime a Kristineberg ed a Tjärnö sono stati così denominati in suo onore.

## Biografia
Nato a Stoccolma il 6 gennaio 1809, fu il primo direttore del Museo Nazionale di Stoccolma. Fu inoltre professore di Storia Naturale all'Università di Stoccolma. Fu il primo, a partire dal 1837, a dare il via alle prime esplorazioni svedesi nell'area dell'arcipelago delle Svalbard, aprendo così la strada alla Svezia per dominare le esplorazioni scientifiche artiche nella prima metà del XIX secolo.
Divenne socio onorario della Royal Society of Edinburgh nel 1881 e socio esterno della Royal Society of London in 1885.

### Studi sul campo
Lovén compì diversi studi alle Svalbard dove ancora oggi diversi luoghi geografici portano il suo nome, tra cui Kapp Lovén a Nordaustlandet, the mountain Lovénberget a Ny-Friesland presso Spitsbergen, il lago Lovénvatnet nella Terra di Oscar II, ed il ghiacciaio Lovénbreane a Brøggerhalvøya.

### Riferimenti biologici
Il World Register of Marine Species (WoRMS) elenca 174 specie marine che devono il loro nome a Lovén. Molti di queste sono divenute poi sinonimi degli stessi animali. Due specie chiamate Lovenella clausa (Lovenellidae)  Lovenula falcifera (Paradiaptomus), hanno in seguito preso il nome da altri studiosi.